# Lepidagathis chevalieri
Lepidagathis chevalieri är en akantusväxtart som beskrevs av Raymond Benoist. Lepidagathis chevalieri ingår i släktet Lepidagathis och familjen akantusväxter. Inga underarter finns listade i Catalogue of Life.